# Dellewalbaai
De Dellewalbaai is een baai in het westen van het Nederlandse waddeneiland Terschelling en wordt ook wel de enige natuurlijke baai van Nederland genoemd. In vroegere dagen beschutte de baai de vissers- en handelsschepen tegen storm en slecht weer.  Tegenwoordig wordt de baai door een relatief lage dam van de Waddenzee gescheiden.  Met vloed stroomt zeewater over deze dam de baai in, met eb wordt dit water gedwongen via de haven van West-Terschelling terug te stromen naar zee.  De haven blijft hierdoor zonder baggeren op diepte.